# Circonscription de Bass
La circonscription de Bass est une circonscription électorale australienne au nord-est de la  Tasmanie. Elle porte le nom de George Bass, un explorateur qui découvrit le détroit qui porte son nom.
Elle a été créée en 1903. Elle est toujours basée sur la ville de Launceston et les zones rurales environnantes et ses frontières ont très peu évolué au cours du siècle depuis sa création. Pendant la plus grande partie de son histoire, elle a été un siège marginal, changeant de mains entre le Parti travailliste et les partis conservateurs, depuis 1949, le Parti libéral. Son membre le plus connu a été Lance Barnard, qui était vice-premier ministre dans le gouvernement travailliste de Gough Whitlam.

## Représentants
| Nom              | Parti            | Période de mandat |
| ---------------- | ---------------- | ----------------- |
| David Storrer    | Protectionniste  | 1903–1909         |
| David Storrer    | Indépendant      | 1909–1910         |
| Jens Jensen      | Travailliste     | 1910-1916         |
| Jens Jensen      | Nationaliste     | 1916-1919         |
| Jens Jensen      | Indépendant      | 1919–1919         |
| David Jackson    | Nationaliste     | 1919-1929         |
| Allan Guy        | Travailliste     | 1929-1931         |
| Allan Guy        | United Australia | 1931–1934         |
| Claude Barnard   | Travailliste     | 1934-1949         |
| Bruce Kekwick    | Libéral          | 1949–1954         |
| Lance Barnard    | Travailliste     | 1954-1975         |
| Kevin Newman     | Libéral          | 1975–1984         |
| Warwick Smith    | Libéral          | 1984–1993         |
| Silvia Smith     | Travailliste     | 1993-1996         |
| Warwick Smith    | Libéral          | 1996–1998         |
| Michelle O'Byrne | Travailliste     | 1998-2004         |
| Michael Ferguson | Libéral          | 2004–2007         |
| Jodie Campbell   | Travailliste     | 2007-2010         |
| Geoff Lyons      | Travailliste     | 2010-2013         |
| Andrew Nikolic   | Libéral          | 2013–2016         |
| Ross Hart        | Travailliste     | 2016-2019         |
| Bridget Archer   | Libéral          | 2019–en cours     |

## Résultats des élections
| Parti                            | Parti                        | Candidat                     | Voix   | %     | ±     |
| -------------------------------- | ---------------------------- | ---------------------------- | ------ | ----- | ----- |
|                                  | Libéral                      | Bridget Archer (en)          | 27 257 | 39,73 | −2,60 |
|                                  | Travailliste                 | Ross Hart (en)               | 19 630 | 28,61 | −6,13 |
|                                  | Verts                        | Cecily Rosol                 | 7 614  | 11,10 | +0,62 |
|                                  | Lambie                       | Bob Salt                     | 4 587  | 6,69  | +6,69 |
|                                  | Indépendant                  | George Razay                 | 3 450  | 5,03  | +5,03 |
|                                  | Une nation                   | Melanie Davy                 | 3 230  | 4,71  | +4,71 |
|                                  | UAP                          | Kyle Squibb                  | 1 140  | 1,66  | −3,20 |
|                                  | AJP                          | Alison Baker                 | 969    | 1,41  | −1,02 |
|                                  | Démocrates libéraux          | Stephen Humble               | 732    | 1,07  | +1,07 |
| Total des suffrages exprimés     | Total des suffrages exprimés | Total des suffrages exprimés | 68 609 | 94,07 | −1,43 |
| Votes nuls                       | Votes nuls                   | Votes nuls                   | 4 324  | 5,93  | +1,43 |
| Participation                    | Participation                | Participation                | 72 933 | 91,95 | −2,09 |
| Résultat de préférence bipartite |                              |                              |        |       |       |
|                                  | Libéral                      | Bridget Archer (en)          | 35 288 | 51,43 | +1,02 |
|                                  | Travailliste                 | Ross Hart (en)               | 33 321 | 48,57 | −1,02 |
|                                  | Libéral retenir              | Libéral retenir              | Swing  | +1,02 |       |